# Altamont (Tennessee)
Altamont település az Amerikai Egyesült Államok Tennessee államában, Grundy megyében, melynek megyeszékhelye is. Lakosainak száma 1117 fő (2020. április 1.).

## Népesség
A település népességének változása:

| 2010 | 1 045 |
| 2020 | 1 117 |